# Daniel David
Daniel-Ovidiu David (n. 23 noiembrie 1972, Satu Mare, România) este un  profesor "Aaron T. Beck⁠(en)[traduceți]" de psihologie clinică și psihoterapie (științe cognitive clinice) la Universitatea Babeș-Bolyai din Cluj-Napoca. În prezent predă și la Icahn School of Medicine at Mount Sinai⁠(en)[traduceți] și este director de cercetare al Institutului Albert Ellis, ambele aflate în New York, SUA. Este președintele și directorul executiv al The International Institute for the Advanced Studies of Psychotherapy and Applied Mental Health, un centru de excelență în cercetare al Universității Babeș-Bolyai. În anul 2020 a fost ales în funcția de rector al Universității Babeș-Bolyai. Din 2022 este membru al Academiei Române și al Academiei Europene. De asemenea, începând cu 2021 a fost frecvent inclus între cei mai citați oameni de știință ai lumii, în general și în domeniul de specialitate, pentru toată cariera sau în analize anuale specifice. O astfel de analiză este cea realizată de Elsevier și Universitatea Stanford . A fost propus de către PNL ca ministru al educației, și din 23 decembrie 2024 a fost ales în funcție în cadrul guvernului Ciolacu 2.

## Biografie
Daniel David a obținut titlul de doctor în psihologie în anul 1999 la Universitatea Babeș-Bolyai, Cluj-Napoca cu teza "Mecanisme inconștiente de reactualizare a informațiilor", sub coordonarea profesorului Ioan Radu. Între anii 2000 și 2002 a urmat o serie de programe post-doctorale de cercetare la Mount Sinai School of Medicine și Mount Sinai Hospital⁠(en)[traduceți], respectiv programe post-doctorale de pregătire profesională în psihologie clinică și psihoterapie la aceleași instituții, dar și la Institutul Albert Ellis din New York, la Universitatea din Tennessee⁠(en)[traduceți], și la Universitatea de Stat din New York în Binghamton⁠(en)[traduceți]. Aceste programe post-doctorale s-au soldat cu acreditarea ca psihoterapeut și formator/supervizor în psihoterapii cognitiv-comportamentale — Terapie Rațional Emotivă și Comportamentală și Terapie Cognitivă⁠(en)[traduceți].
A decis să rămână în România iar cariera sa academică a evoluat a rapid, în anul 2007, la 34 de ani, ajungând profesor universitar doctor, conducător de doctorat și șef de catedră, titular al profesurii internaționale "Aaron T. Beck" la Universitatea Babeș-Bolyai, Cluj-Napoca. Ulterior, în anul 2008, a devenit profesor asociat (adjunct professor) și la universitatea americană Mount Sinai School of Medicine⁠(en)[traduceți], SUA. În prezent, profesorul Daniel David este unul din cei mai cunoscuți psihologi/psihoterapeuți din spațiul public și profesional românesc și cel mai citat psiholog din România în literatura științifică de specialitate.

## Carieră academică și profesională
În calitate de profesor la Universitatea Babeș-Bolyai, introduce în psihologia românească o serie de discipline moderne precum psihodiagnosticul și psihoterapiile validate științific⁠(en)[traduceți], psihologia evoluționistă⁠(en)[traduceți], și genetic counseling⁠(en)[traduceți]. Totodată, a structurat/organizat în țară psihoterapiile cognitiv-comportamentale în mecanisme instituționale funcționale, fiind autorul primului tratat în domeniu și fondatorul primei asociații de profil din țară, prin acestea impulsionând trecerea psihologiei clinice românești de la practicile anilor '70 la abordările moderne. La Cluj a creat Școala de psihologie clinică și psihoterapie recunoscută ca o Școală de Excelență atât la nivel național cât și la nivel internațional. Pentru aceste merite și contribuțiile sale științifice a fost decorat cu Ordinul Național pentru Merit în Grad de Cavaler de Președintele României. În noiembrie 2017 a fost ales ca președinte al Asociației Psihologilor din România, asociație ce a fost inactivă timp de mai mulți ani. Obiectivele mandatului său sunt de a reporni asociația și de a o restabili ca for profesional și științific care sprijină dezvoltarea practicii profesionale în România. În Martie 2020 a fost ales Rector al Universității Babeș-Bolyai pentru un mandat de patru ani .

## Realizări științifice
Activitatea sa de cercetare s-a centrat în jurul mai multor teme importante din domeniul psihologiei clinice și psihoterapiei. Atât la nivel național cât și internațional, a fost un promotor al psihoterapiei validate științific, luând în considerare atât eficiența intervențiilor psihologice cât și teoria pe care se bazează aceste intervenții, publicând în anul 2011 un nou sistem de referință pentru evaluarea statutului unei forme de psihoterapie pentru o tulburare mentală specifică . Profesorul David a adus contribuții empirice în acest sens, fiind autorul a mai multor studii clinice controlate a unor analize privind mecanismele schimbării, și meta-analize care au evaluat eficacitatea sau eficiența psihoterapicilor cognitive și comportamentale în diferite forme de psihopatologie. În ceea ce privește mecanismele psihologice implicate în sănătate și boală, activitatea de cercetare a vizat în principal investigarea rolului credințelor raționale și iraționale, fiind autorul sau co-autorul a numeroase studii empirice și manuale importante în acest sens. Alături de Steven Jay Lynn și Albert Ellis este editorul unuia dintre cele mai importante tratate în domeniu de până în prezent, publicat la Oxford University Press. Profesorul Daniel David este unul din editorul serieri Best Practices in Cognitive-Behavioral Psychotherapy publicată de editura Springer. A avut contribuții inovative în domeniul utilizării realității virtuale și a roboților pentru tratamentul sau prevenția tulburărilor mentale, fiind unul dintre pionierii domeniului la nivel național și internațional.
Aceste interese de cercetare s-au reflectat în activitatea International Institute for the Advanced Studies of Psychotherapies and Applied Mental Health, un Institut de referință la nivel internațional, fondat de profesorul Daniel David în anul 2004, reunind pe unii din cei mai influenți psihoterapeuți și cercetători internaționali în domeniu. Acest institut internațional, prin cele două platforme de cercetare care se află în componența sa, Platforma SkyRa (infrastructură ce permite investigarea substraturilor neurobiologice ale proceselor  și fenomenelor psihologice) și Platforma MATRIX (o platformă avansată de cercetare în roboterapie și psihoterapie prin realitate virtuală), este singura infrastructură academică de cercetare din România indexată în Mapping of the European Research Infrastructure Landscape (MERIL database).
Profesorul Daniel David a avut o activitate editorială importantă. În anul 2001 a fondat Journal of Cognitive and Behavioral Psychotherapies, singura revistă de profil din România indexată ISI-Web of Science iar începând cu anul 2013 este co-editor al Journal of Rational-Emotive & Cognitive-Behavior Therapy, revista Institutului Institutului Albert Ellis. De asemenea, în prezent este editor asociat al jurnalului publicat de Asociația Psihologilor Americani, Psychology of Consciousness: Theory, Research, and Practice și al Journal of Articles in Support of the Null Hypothesis.
Profesorul Daniel David este cel mai citat psiholog român în literatura internațională de profil, conform Asociației Ad-Astra a Cercetătorilor din România. De asemenea, începând cu anul 2009, este reprezentantul României în Fundația Europeană pentru Știință⁠(en)[traduceți], în Board-ul Științelor Socio-Umane. Pentru merite în cercetare a obținut premiul In Hoc Signo Vinces (Consiliul Național al Cercetării Științifice din Învățământul Superior din România) și Henry Guze Award pentru cea mai bună cercetare în domeniul clinic în anul 2003 (Society for Clinical and Experimental Hypnosis, SUA). Pentru programul avansat de cercetare pe care l-a derulat, în anul 2014, alături de alți cercetători contemporani de marcă, a primit premiului pentru inovație în cadrul Galei Foreign Policy România.

## Realizări profesionale
Profesorul David este atestat ca formator și supervizor în domeniul psihoterapiei de unele dintre cele mai importante instituții la nivel internațional: [Albert Ellis Institute și Academy of Cognitive Therapy. În anul 2007 a fost numit ca "Fellow" al acestei din urmă instituții. Este președintele fondator al Asociației de Psihoterapii Cognitive și Comportamentale din România, asociație membră a European Association of Behavioral and Cognitive Therapies. La nivel internațional, este reprezentantul României în International Association for Cognitive Psychotherapy. Profesorul David a fost consilierul personal pe probleme de cercetare al ministrului educației și cercetării (mandatul 2005) și vice-președintele Consiliului Național al Cercetării Științifice din Învățământul Superior (2009-).